# Neogén

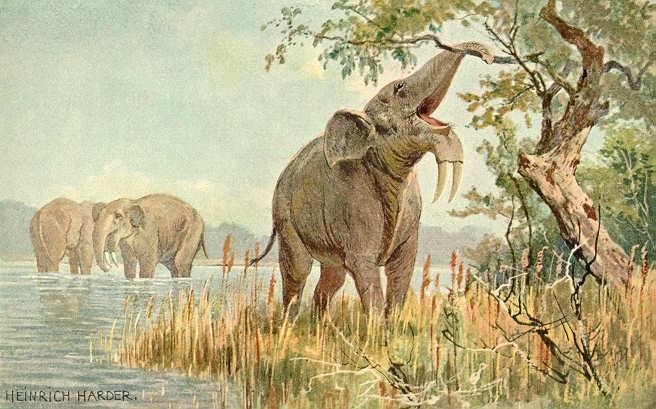
Miocén kori ősemlős, a Deinotherium

A neogén földtörténeti időszak, amely 23,03 millió évvel ezelőtt kezdődött a paleogén időszak után, és 2,588 millió évvel ezelőtt ért véget a negyedidőszak kezdetekor, amely ma is tart.

## Éghajlat

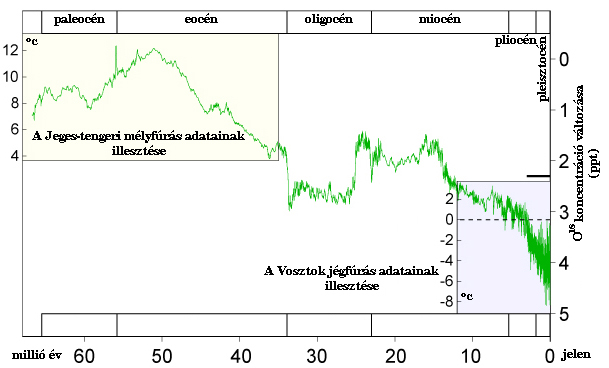
A kainozoikum 65 millió évének hőmérséklet-változásai

Az éghajlat a neogén idején valamelyest lehűlt és ez a folyamata a 2,5 millió évvel ezelőtt kezdődött negyedidőszak kontinentális eljegesedésében csúcsosodott ki.

## Ősföldrajz
A kontinensek ekkorra már nagyjából mai elhelyezkedésüket érték el, a legjelentősebb neogén időszaki esemény Észak-Amerika és Dél-Amerika összekapcsolódása volt a késő pliocén korszakban.

## Élővilág
A neogén idején jelentős fejlődésen mentek keresztül az emlősök és a madarak, míg más élőlények kevesebbet változtak.

## Tagolása
Az időszakot az alábbi két korra tagolják (a korábbitól a későbbi felé haladva):
- Miocén kor: 23,03 – 5,333 Ma
- Pliocén kor: 5,333 – 2,58 Ma

### Régebbi tagolás
A neogént néha késő harmadidőszak, a paleogént kora harmadidőszak néven is említik. Ez egy korábbi felosztást tükröz, amely harmadidőszak alatt a mai felosztás szerinti paleogént és a neogén jó részét értette, a pleisztocén és a holocén (jelenkor) korszakok pedig a negyedidőszak részeiként szerepeltek. A tudósok ezt a régebbi felosztást többnyire már nem használják, mivel a paleogén-neogén felosztásban az időszakok hosszúságban jobban összemérhetők a korábbi földtörténeti korokkal.

## Negyedidőszak-vita
Hagyományosan a ma neogénként ismert időszak korábban véget ért, a végét negyedidőszak néven emlegették és sok időskálán ma is ez a felosztás szerepel. Egyes geológusok máig ragaszkodnak ehhez a felosztáshoz, mások szerint a negyedidőszak a neogén része. Vannak, akik szerint a korábbi korok időtartamaival sokkal inkább összhangban állna, ha a jelenleg is tartó kainozoikum időt csak három (paleogén, neogén és negyedidőszak) – esetleg a negyedidőszak kihagyásával kettő – korra bontanák a jelenlegi hét helyett. Az ICS ajánlás az, hogy a negyedidőszak legyen a neogén alidőszaka 2,588 millió évvel ezelőtti kezdődátummal. A Negyedidőszak Kutatás Nemzetközi Uniójának ellenjavaslata az volt, hogy a neogén, illetve a pliocén végződjön 2,588 millió évvel ezelőtt, a gelasi kor kerüljön a pleisztocénbe, a negyedidőszakot pedig ismerjék el a kainozoikum harmadik időszakának. Ezt a javaslatot a 2,588 millió évvel ezelőtt történt éghajlati, oceanográfiai és biológiai változásokat felhasználó érvekkel támasztják alá, illetve az ugyanekkor történt Gauss-Matuyama fordulat (a Föld mágneses sarkainak megfordulása) jelenségével való összefüggésekkel.